# Buthus nigrovesiculosus
Buthus nigrovesiculosus es una especie de escorpión del género Buthus, familia Buthidae. Fue descrita científicamente por Hirst en 1925.
Se distribuye por Marruecos. Posee similitudes morfológicas con las especies Buthus draa y Buthus tassili.